# ヨルン・アンデルセン
ヨルン・アンデルセン（Jørn Andersen, 1963年2月3日 - ）は、ノルウェー・フレドリクスタ出身の元サッカー選手で、元ノルウェー代表である。現サッカー指導者。現役時代のポジションはフォワード、晩年はディフェンダーだった。
アンデルセンは、1984年にフレドリクスタFKで国内カップ、1985年にヴォレレンガ・フォトバルで国内リーグ得点王のタイトルを獲得した。選手としても監督としても長期に渡り様々なクラブに在籍することになるドイツの地では、1.FCニュルンベルクが最初に所属したクラブであり、アイントラハト・フランクフルトではドイツ・ブンデスリーガ史上初となる外国人選手での得点王に輝いている。後に監督としてドイツへ舞い戻り、1.FSVマインツ05の監督時代にクラブを昇格に導くも、新シーズンのリーグ戦を1度も戦うことなく解任される事態は物議を醸した。また、選手時代の1992年からドイツの市民権を得ている。

## 経歴

### 選手時代

#### ノルウェー
フレドリクスタに生まれたアンデルセンは、ユース時代を地元のØstsiden ILで1970年代半ばから1980年代初頭まで過ごした。1982年からフレドリクスタFKに移籍し、エリテセリエンの舞台で43試合7得点（2部含めると64試合25得点）を記録。また、1984年にバイキングFKとのカップ戦決勝戦では1点を追いかける中で42分に1-1の同点弾を挙げている。最終的に3-3の引き分けで決着がつかなかったため再試合が行われ、その試合では4分に先制点を挙げるなど活躍を見せ、3-2の勝利でタイトル獲得に貢献した。
1985年シーズンに昨季王者ヴォレレンガ・フォトバルと契約。クラブはUEFAカップ1986-87出場圏内の3位に終わり2連覇を逃したものの、アンデルセン個人としては22試合23得点と驚異的な得点率で得点王に輝いた。

#### ドイツ
ノルウェーでのシーズンを終了後の1985年10月に移籍金20万マルクで1.FCニュルンベルクと契約したアンデルセンは、翌11月に初出場を飾ってから1987-88シーズン終了までにリーグ戦で78試合28得点を記録した。なお、同シーズンでは27試合9得点を挙げ、1968年の優勝以降で最高となる5位で終えることに貢献し、またUEFAカップ1988-89出場権を獲得した。
ニュルンベルク退団後は、昨季のカップ戦王者アイントラハト・フランクフルトと契約したが、1季目はカール＝ハインツ・フェルトカンプ（de）、パール・チェルナイ（de）、イェルク・ベルガー（de）と監督が次々に交代する中で20試合2得点と地位を確立出来ず、クラブは昇降格プレイオフ圏内の16位でシーズンを終えた。その後、ヴァルトシュタディオンで行われた2部3位の1.FCザールブリュッケンとのプレイオフ第1戦で先制点を挙げ、2-0で勝利に貢献した。第2戦で敗北したものの、最終的に2試合合計3-2で何とか残留を果たすことに成功した。このように1季目は非常に苦しいものだったものの、2季目はドイツ代表経験を持つウルリッヒ・シュタインやカール＝ハインツ・ケルベル、ウーベ・バイン等の活躍から序盤戦で首位と躍進する中で、アンデルセンは中心選手としてドイツ・ブンデスリーガ史上初となる外国人選手での得点王に輝くほどの活躍を見せ、最終的にクラブ史上最高だった1963-64シーズンと1974-75シーズン以来の3位でシーズンを終えることに貢献した。
1990-91シーズンから同リーグのフォルトゥナ・デュッセルドルフと契約するも、翌1991-92シーズンで9試合出場後にフランクフルトへ復帰した。デュッセルドルフではリーグ戦42試合5得点を記録した。
フランクフルト復帰1季目は途中加入ながら9得点を挙げ、アンソニー・イエボア、ローター・ジッペル（de）やアンドレアス・メラーと共に同シーズン最多得点記録するほどの攻撃陣の一員を担った。クラブとしては史上2度目となる首位で後半戦を折り返し、最終節まで首位を維持していたものの、残留争いに苦しむハンザ・ロストック相手にアクセル・クルーゼ（de）の得点で一旦は追いつくも1-2で敗北。まさかの負けを喫したクラブは優勝を逃し、3位でシーズンを終えた。以降のシーズンは、ドイツ・ブンデスリーガ史上2人目となる外国人選手での得点王となるガーナ代表のイエボアの影響から出場機会は限られたものだった。
1993-94シーズン冬にハンブルガーSV、1994-95シーズン冬に1.FCディナモ・ドレスデンと契約するも成功を収めることは出来ず、両クラブ合計で25試合1得点に終わった。

#### スイス
ディナモ・ドレスデン退団後にドイツでの生活に別れを告げ、1995年中旬からスイス1部に舞台を移したアンデルセンは、FCチューリッヒでディフェンダーとして役割変更し、在籍約1季半で53試合2得点を記録。1996-97シーズン冬に同リーグのACルガーノと契約。1度は2部を経験するも、1季後に昇格を果たしている。1999年から2001年まで在籍した3部のFCロカルノでは、選手兼任監督として活動し、2000年に2部昇格へと導いている。

### 代表
1985年4月にフランクフルト・アン・デア・オーダーで行われた東ドイツとの親善試合（0-1敗北）でノルウェー代表で初出場を飾り、最後の試合となった1990年10月のUEFA EURO '92予選・ハンガリー戦でヤン・イヴァル・ヤコブセン（en）に代わり途中出場するまで27試合5得点を記録。主要大会としてはUEFA欧州選手権1988のみならず、1986 FIFAワールドカップ・予選や1990 FIFAワールドカップ・ヨーロッパ予選にも出場出来ない等、定位置を掴めずに終わった。

### 指導者時代
FCルツェルンのU-21で本格的に指導者としてのキャリアを始めたアンデルセンは、2003年7月から2004年10月までドイツ2部のSCロートヴァイス・オーバーハウゼンの指揮を執ることになり、前半戦を首位で折り返すも、後半戦で低迷したことにより5位でシーズンを終え、1973年以来となる1部昇格とはならなかった。翌2004-05シーズンも引き続き指揮を執ったが、10試合終了時点で最下位だったために解雇された。その後のクラブはオイゲン・ハック（de）監督を迎えるも3部降格となった。
2005年からドイツ1部のボルシア・メンヒェングラートバッハでホルスト・ケッペル監督のアシスタントを務めることになり、1季目は、昇格を果たした1996-97シーズン以来で最高の10位でシーズンを終えた。翌2006-07シーズンは、ユップ・ハインケス新監督を率いることになるも低迷を理由に解雇となり、2月からヨス・ルフカイ（en）監督に交代後も状況は変わらず、クラブ史上2度目の降格となった。そんな中、2006年9月にノルウェーの新聞ヴェルデンス・ガングにドイツ代表のアシスタントとしてヨアヒム・レーヴ監督と会談を持ったが、最終的に落選したことを明かした。
2007年5月にギリシャ1部のシュコダ・クサンティFCと契約するも、翌6月に個人的な理由から契約解除を申し出たため、2007-08シーズンで1試合も指揮を執ることなく退団した。同年11月6日からヴォルフガング・フランク（de）監督の後継として、残留争い中であるドイツ2部のキッカーズ・オッフェンバッハを指揮することになったが、最終節でVfLオスナブリュックに3-0で敗北したために得失点差でFCアウクスブルクを下回った結果、3部降格となった。
ユルゲン・クロップ監督がドイツ1部のボルシア・ドルトムントに引き抜かれたため、2008年5月20日に2008-09シーズンへ向けてドイツ2部の1.FSVマインツ05を指揮することになったアンデルセンは、1部昇格への仕事を見事に務めあげ、カップ戦ではバイエル・レバークーゼンに1-4で敗れたものの、準決勝進出まで進出し1部の強豪相手に延長戦まで持ち込む等、成功を収めた。しかし、2009-10シーズン開幕前に行われた4部に属するVfBリューベックとのカップ戦で敗戦したことにより、リーグ戦を1試合も指揮することなく解任された。
2010年12月中旬にギリシャ1部ラリッサの監督に就任するも、リーグ戦で3連敗し、カップ戦で早期敗退したことにより、就任から僅か24日後に解任を言い渡された。また、この期間でチームが挙げた総得点は1得点のみだった。
2011年6月11日からドイツ2部のカールスルーエSCの監督にシーズン終了までの契約で就任するも、成績不振により2012年3月末に解雇された。
2014年7月にオーストリア・レギオナルリーガ西部（オーストリア3部）に属するSVアウストリア・ザルツブルクの監督に就任。同リーグでの優勝を果たしエアステリーガ（オーストリア2部）に昇格するものの、2015－16年シーズン中に同クラブの監督職を辞任した。
2016年5月に北朝鮮A代表の監督に就任するも、2018年3月末に北朝鮮への経済制裁による財政悪化により退任し、仁川ユナイテッドFCの監督に就任したが、2019年に成績不振により解任された。
2021年から香港代表の監督に就任している。2024年より雲南玉昆足球倶楽部の監督を務めている。

### 私生活
母親のビョルグは元ハンドボール代表として143試合に出場し、世界女子ハンドボール選手権に3度参加した。息子のニクラスはサッカー選手として活動している。

## タイトル
選手時代
クラブ
フレドリクスタFK
- ノルウェー・フットボールカップ : 1984

個人
- エリテセリエン得点王 : 1985
- ドイツ・ブンデスリーガ得点王 : 1989-90

指導者時代
クラブ
1.FSVマインツ05
- ドイツ・ブンデスリーガ2部準優勝＆ドイツ・ブンデスリーガ1部昇格: 2008-09

SVアウストリア・ザルツブルク
- オーストリア・レギオナルリーガ西部優勝＆エアステリーガ（オーストリア2部）昇格: 2014-15